# Хандамиров, Михаил Фридонович
Михаил Фридонович Хандамиров (Микаэл Фрейтонович Хандамирян; 20 июля 1883 года в Манглиси, Российская империя — 23 ноября 1960 года, Лунд) — шведский лингвист-русист армянского происхождения, один из основоположников русистики в Швеции; переводчик.

## Биография
Общее образование получил в Тифлисском кадетском корпусе. Окончил Александровское военное училище (1902) по 1-му разряду. Поручик лейб-гвардии Литовского полка (1909).
В 1910 году поступил в Александровскую юридическую академию в Петербурге. Одновременно как журналист публиковался в газетах Тифлиса, Варшавы и Санкт-Петербурга.
За дипломную работу на тему «Вклад в историю русского военного права за период 1819—1877 годов» получил орден Святого Станислава 3-й степени. Тогда же назначен «казённым защитником» при военном суде Московского военного округа, но успевал ещё и посещать педагогические курсы в народном университете Шанявского в Москве.
С началом Первой мировой войны стал членом военного суда 13-го армейского корпуса действующей армии. Во время похода русской армии в Восточную Пруссию в августе 1914 года взят в плен под Алленштайном.
В 1916 году благодаря усилиям Красного Креста был перемещён в Швецию, где год спустя воссоединился со своей женой Надеждой Сергеевной, бежавшей от русской революции. 14 ноября 1917 года родилась их дочь Ирина (ум. 2015), позднее ставшая преподавательницей русского языка в Швеции. Потомков она не имела.
Устроился работать преподавателем русского языка и литературы в Лундском университете (где долгое время занимал лишь временную должность), а также работал переводчиком. Осенью 1922 года с его участием был создан Кружок славистов Лундского университета.
Несмотря на бедность и шаткость своего положения, убедил университетское начальство периодически приглашать видных деятелей русского зарубежья выступать в университете с лекциями. В значительной мере содействовал выдвижению кандидатуры И. Бунина на Нобелевскую премию, которую тот в результате получил в 1933 году (формальным инициатором был его коллега-славист профессор Сигурд Агрелль, имевший более высокий официальный статус). Как педагог, проявлял большое рвение в работе со студентами, стремился обеспечить им постоянное общение с русскоязычными. Не имея возможности ездить в СССР, возил студентов в Копенгаген, где была крупная русская диаспора.

## Награды
В конце жизни получил персональную пенсию правительства Швеции и был награждён степенью Рыцаря Ордена Вазы в 1951 году.

### Переводы
- Idioten Fjodor Dostojevskij Baltiska förl. 1928 — återutgiven Förl. Norden 1968, Förl. Norden 1978, Bra Böcker 1980, Telegram förl. 2014